# ロシア連邦国際連合常駐代表
ロシア連邦国際連合常駐代表（ロシアれんぽうこくさいれんごうじょうちゅうだいひょう）またはロシア国際連合大使（ロシアこくさいれんごうたいし）は、ロシア国際連合常駐代表部の長である。本項目ではソビエト連邦の国連常駐代表についても併せて説明する。
国連大使は、ロシアの最高幹部（大統領や外務大臣など）が出席する場合を除き、安全保障理事会および国連総会の公式会合にロシアを代表して出席する。国連大使は大統領が指名し、連邦院（ロシア上院）が承認する。ロシア国連大使は、全てのロシアの大使の中で最高の地位である。
現職のワシーリー・ネベンジャはウラジーミル・プーチン大統領によって指名され、連邦院で承認された。2017年7月27日より職務に就いている。

## ソビエト連邦国際連合常駐代表
| 代 | 肖像                           | 氏名                       | 指名日                     | 着任日        | 退任日                          | 国連事務総長                   | ソ連最高指導者     |
| -- | ------------------------------ | -------------------------- | -------------------------- | ------------- | ------------------------------- | ------------------------------ | ------------------ |
| 1  |                                | アンドレイ・グロムイコ     | 1946年4月10日              |               | 1948年5月                       | トリグブ・リー                 | ヨシフ・スターリン |
| 2  |                                | ヤコフ・マリク             | 1948年5月                  |               | 1952年10月                      | トリグブ・リー                 | ヨシフ・スターリン |
| 3  |                                | ワレリアン・ゾリン         | 1952年10月                 |               | 1953年3月                       | トリグブ・リー                 | ヨシフ・スターリン |
| 3  | ダグ・ハマーショルド           | ワレリアン・ゾリン         | 1952年10月                 |               | 1953年3月                       |                                | ヨシフ・スターリン |
| 4  |                                | アンドレイ・ヴィシンスキー | 1953年3月                  |               | 1954年11月22日 （在任中に死去） | ゲオルギー・マレンコフ         |                    |
| 4  | ニキータ・フルシチョフ         | アンドレイ・ヴィシンスキー | 1953年3月                  |               | 1954年11月22日 （在任中に死去） |                                |                    |
| 5  |                                | アルカディー・ソボレフ     | 1955年                     | 1955年4月12日 | 1960年                          |                                |                    |
| 6  |                                | ワレリアン・ゾリン         | 1960年                     |               | 1963年                          |                                |                    |
| 6  | ウ・タント                     | ワレリアン・ゾリン         | 1960年                     |               | 1963年                          |                                |                    |
| 7  |                                | ニコライ・フェドレンコ     | 1963年                     | 1963年1月7日  | 1968年                          |                                |                    |
| 7  | レオニード・ブレジネフ         | ニコライ・フェドレンコ     | 1963年                     | 1963年1月7日  | 1968年                          |                                |                    |
| 8  |                                | ヤコフ・マリク             | 1968年                     |               | 1976年11月                      |                                |                    |
| 8  | クルト・ヴァルトハイム         | ヤコフ・マリク             | 1968年                     |               | 1976年11月                      |                                |                    |
| 9  |                                | オレグ・トロヤノスキー     | 1976年11月                 | 1977年1月6日  | 1986年3月                       |                                |                    |
| 9  | ハビエル・ペレス・デ・クエヤル | オレグ・トロヤノスキー     | 1976年11月                 | 1977年1月6日  | 1986年3月                       | ユーリ・アンドロポフ           |                    |
| 9  | ハビエル・ペレス・デ・クエヤル | オレグ・トロヤノスキー     | 1976年11月                 | 1977年1月6日  | 1986年3月                       | コンスタンティン・チェルネンコ |                    |
| 9  | ハビエル・ペレス・デ・クエヤル | オレグ・トロヤノスキー     | 1976年11月                 | 1977年1月6日  | 1986年3月                       | ミハイル・ゴルバチョフ         |                    |
| 10 | ハビエル・ペレス・デ・クエヤル |                            | ユーリー・ドゥビニン       | 1986年3月     | 1986年3月20日                   | 1986年5月                      |                    |
| 11 | ハビエル・ペレス・デ・クエヤル |                            | アレクサンドル・ベロノゴフ | 1986年        |                                 | 1990年                         |                    |
| 12 | ハビエル・ペレス・デ・クエヤル |                            | ユーリ・ウォロンツォフ     | 1990年        | 1990年5月22日                   | 1991年                         |                    |

## ロシア連邦国際連合常駐代表
| 代 | 肖像                       | 氏名                           | 指名日                 | 着任日                            | 退任日        | 国連事務総長                   | ロシア大統領                   |
| -- | -------------------------- | ------------------------------ | ---------------------- | --------------------------------- | ------------- | ------------------------------ | ------------------------------ |
| 12 |                            | ユーリ・ウォロンツォフ         | 1991年12月26日         | —                                 | 1994年7月4日  | ハビエル・ペレス・デ・クエヤル | ボリス・エリツィン             |
| 12 | ブトロス・ブトロス＝ガーリ | ユーリ・ウォロンツォフ         | 1991年12月26日         | —                                 | 1994年7月4日  |                                | ボリス・エリツィン             |
| 13 |                            | セルゲイ・ラブロフ             | 1994年7月7日           | 1994年9月22日                     | 2004年7月12日 |                                | ボリス・エリツィン             |
| 13 | コフィー・アナン           | セルゲイ・ラブロフ             | 1994年7月7日           | 1994年9月22日                     | 2004年7月12日 | ウラジーミル・プーチン         |                                |
| 14 | コフィー・アナン           |                                | アンドレイ・デニソフ   | 2004年7月12日                     | 2004年8月3日  | ウラジーミル・プーチン         | 2006年4月8日                   |
| 15 | コフィー・アナン           |                                | ヴィタリー・チュルキン | 2006年4月8日                      | 2006年5月1日  | ウラジーミル・プーチン         | 2017年2月20日 （在任中に死去） |
| 15 | 潘基文                     | ドミートリー・メドヴェージェフ | ヴィタリー・チュルキン | 2006年4月8日                      | 2006年5月1日  |                                | 2017年2月20日 （在任中に死去） |
| 15 | アントニオ・グテーレス     | ウラジーミル・プーチン         | ヴィタリー・チュルキン | 2006年4月8日                      | 2006年5月1日  |                                | 2017年2月20日 （在任中に死去） |
| —  | アントニオ・グテーレス     | ウラジーミル・プーチン         |                        | ピョートル・イリイチョフ （代理） | 2017年2月20日 | —                              | 2017年7月26日                  |
| 16 | アントニオ・グテーレス     | ウラジーミル・プーチン         |                        | ワシーリー・ネベンジャ            | 2017年7月27日 | 2017年7月28日                  | （現職）                       |